# Liman dell'Amur
Il liman dell'Amur (in russo Амурский лиман, Amurskij liman?) è l'ampio estuario del fiume Amur che sfocia nel mare di Ochotsk, in Russia, presso lo stretto dei Tartari. Amministrativamente appartiene al Nikolaevskij rajon, nel territorio di Chabarovsk (circondario federale dell'Estremo Oriente).
Dinanzi al liman si trova l'isola di Sachalin, mentre al suo imbocco vi è la città di Nikolaevsk-na-Amure.

## Geografia
È considerata parte del liman la massa d'acqua che collega il golfo di Sachalin allo stretto dei Tartari attraverso lo stretto di Nevel'skoj. Il liman ha un'area di circa 4700 m², lo sviluppo costiero è di 185 km, la larghezza massima è di circa 40 km. Da novembre a maggio è coperto di ghiaccio. Alcune isole si trovano al centro dell'estuario dopo la città di Nikolaevsk-na-Amure: Verchnij (остров Верхний), Vospri (остров Воспри) e Orimif (остров Оримиф); nella parte meridionale si trovano le isole Chagemif e la piccola Čakmut.

### Fauna
Sono presenti i granchi della specie Eriocheir japonica e lo storione kaluga.